# Színház.hu
A Magyar Színházi Portál (szinhaz.hu) 2000 óta létező, magyar színházi élettel foglalkozó internetes portál. Kiadója a Hálózat a Színházért Alapítvány és a Színház.hu Kft.
A portálnak átlagosan napi nyolc-tizenhatezer látogatója van. A portálra a színházi eseményekről való tudósítás, a premierek, előadások értékeinek kiemelése és közvetítése jellemző. 
Jelenleg háromszázezer cikk, kétezer órányi színházi mozgókép, és tizenhétezer színházi fotó és félmillió közösségi bejegyzés található az adatbázisban. 
A folyóirat 2016-ban új vezetést kapott.